# Lucas Englander
Lucas Englander (Vienna, 21 settembre 1992) è un attore austriaco.

## Biografia
Lucas Englander è nato il 21 settembre 1992 a Vienna, in Austria, dove intraprende la carriera di attore.

## Carriera
Lucas Englander ha iniziato la sua carriera di attore recitando in diverse serie TV come Squadra speciale Lipsia, The Witcher, Genius e Caterina la Grande.
Nel 2023, è nel cast di Animali fantastici - I segreti di Silente, il lungometraggio fantasy diretto da David Yates. Nel 2024 interpreta il ruolo di Martin nella serie televisiva Nine Perfect Strangers, creata da David E. Kelley e John Henry Butterworth.

## Filmografia

### Cinema
- Planet Ottakring, regia di Michael Riebl (2015)
- Tiger Girl, regia di Jakob Lass (2017)
- Le apparenze, regia di Marc Fitoussi (2020)
- Animali fantastici - I segreti di Silente, regia di David Yates (2022)
- Il mistero del profumo verde, regia di Nicolas Pariser (2022)[4]
- Taurins Senior, regia di Alexander Hahn (2023)
- Rosalie, regia di Stéphanie Di Giusto (2023)

### Televisione
- The Quest – serie TV, episodio 1x01 (2014)
- Squadra speciale Lipsia (SOKO Leipzig) – serie TV, episodio 16x12 (2015)
- Raising Hitler – serie TV, 8 episodi (2017)
- Genius – serie TV, 4 episodi (2018)
- The Witcher – serie TV, episodio 1x05 (2019)
- Caterina la Grande (Catherine the Great), regia di Philip Martin – miniserie TV, puntata 1 (2019)
- Totems - Conto alla rovescia (Totems) – serie TV, episodio 1x01 (2021)
- Missions – serie TV, 5 episodi (2021)
- Parlement – serie TV, 21 episodi (2020-2023)
- Split – serie TV, 2 episodio (2023)
- Transatlantic, regia di Stéphanie Chuat, Véronique Reymond e Mia Meyer – miniserie TV (2023)
- The Day of the Jackal – serie TV, episodi 1x01-1x03 (2024)
- Nine Perfect Strangers – serie TV, 8 episodi (2025)

## Doppiatori italiani
Nelle versioni in italiano delle opere in cui ha recitato, Lucas Englander è stato doppiato da:
- Alberto Franco in The Day of the Jackal, Nine Perfect Strangers
- Manuel Meli in Caterina la Grande, Transatlantic
- Danny Francucci in Le apparenze
- Lorenzo De Angelis in The Witcher
- Matteo Sotgiu in Rosalie